# Сражение при урочище Тирен-Узек
Сраже́ние при уро́чище Тире́н-Узе́к (каз. Терен-Өзек шайқасы; кит. трад. 蒂伦-乌泽克地区之战) — сражение произошедшее между трёхтысячным китайским отрядом и казахами из рода шапрашты. Сражение закончилось разгромом китайского отряда высланного собирать дань с казахов.

## Предыстория
К середине 20-х годов XX века Россия и Китай пришли к условному соглашению: территория Среднего жуза считалась частью сферы российских интересов, территория Старшего жуза считается подвластной Империи Цин. Однако в условиях продолжающегося ослабления Китая и укрепления России данное «соглашение» носило временный характер. Это «соглашение» могло быть пересмотрено в любой момент с позиции силы.

## Сражение и последствия
Казахские султаны Старшего жуза продолжали просить российского подданства, наглядно демонстрируя своё отрицательное отношение к китайской опеке. В 1840 г. казахами рода шапрашты в сражении при урочище Тирен-Узек был разгромлен трехтысячный китайский отряд, высланный для сбора дани с кочевников. С тех пор цинские чиновники больше не осмеливались инспектировать своих «подданных».
Чокан Валиханов отмечал:

Хотя до появления русских войск в этой части степи Большая орда и считалась под покровительством России с 1824 года, но китайцы не переставали посылать в Заилийский край свои отряды для сбора ничтожной дани до 1840 г., в который они потерпели горестное и плачевное поражение от здешних чапраштов при урочище Тирен-Узек. Отряд состоял из трех тысяч китайцев и, собирая ясак, намеревался пробраться к ташкентскому аксакалу для переговоров. Еще до сих пор китайцы не могут забыть этого поражения и с глубоким негодованием отзываются о всяком кайсаке чапраштинского поколения.